# Wiola Brunius
Wiola Brunius, egentligen Klara Viola Linnéa Yanke, född Levin 22 december 1911 i Stockholm, död där 13 oktober 1999, var en svensk skådespelare. 
Brunius var 1937 gift med skådespelaren John W. Brunius, som avled samma år. Hon var senare gift Yanke, frånskild den 22 augusti 1949. Hon var verksam under namnen Wiola Levin, Wiola Brunius samt Wiola Yanke. Hon ligger begravd i minneslunden på Skogskyrkogården.

## Filmografi
- 1933 – Fridolf i Lejonkulan
- 1933 – Lördagskvällar
- 1933 – Kära släkten
- 1934 – Flickorna från Gamla sta'n
- 1934 – Uppsagd
- 1934 – Simon i Backabo
- 1935 – Under falsk flagg
- 1938 – Med folket för fosterlandet
- 1938 – Karriär
- 1938 – På kryss med Albertina
- 1939 – Adolf i eld och lågor
- 1939 – Ombyte förnöjer
- 1943 – En flicka för mej

## Teater

### Roller
| År   | Roll  | Produktion                                        | Regi            | Teater                      |
| ---- | ----- | ------------------------------------------------- | --------------- | --------------------------- |
| 1933 | Sissi | Vackra Sissi, eller Kärlek u.p.a. Gideon Wahlberg | Gideon Wahlberg | Tantolundens friluftsteater |
| 1938 | Ida   | Kvällen är min Robert Katscher                    | Max Hansen      | Vasateatern                 |

### Fotnoter
1. 1 2 3 4   Sveriges dödbok 1901–2009 Swedish death index 1901–2009 (Version 5.0). Solna: Sveriges Släktforskarförbund. 2010. Libris 11931231
2. 1 2  ”Wiola Brunius”. Svensk Filmdatabas. http://www.sfi.se/sv/svensk-filmdatabas/Item/?type=PERSON&itemid=60486&ref=%2ftemplates%2fSwedishFilmSearchResult.aspx%3fid%3d1225%26epslanguage%3dsv%26searchword%3dWiola+Brunius%26type%3dPerson%26match%3dBegin%26page%3d1%26prom%3dFalse. Läst 18 februari 2013.
3. ↑  ”Teater Musik Film”. Dagens Nyheter:  s. 12. 31 maj 1933. http://arkivet.dn.se/arkivet/tidning/1933-05-31/145/12. Läst 4 januari 2016.
4. ↑  ”Kvällen är min!”. Musikverket. http://calmview.musikverk.se/CalmView/Record.aspx?src=CalmView.Performance&id=PERF14256&pos=408. Läst 29 april 2016.